# Brana
La Brana, o il Brana, è un torrente italiano della Toscana settentrionale. Fa parte del bacino imbrifero dell'Arno.

## Descrizione
Geograficamente nasce in località prato Arcangelo, a circa due chilometri dal bivio fra la "vecchia Bolognese" e via Badia e Acquerino, strada provinciale che va verso Sambuca. Con la stagione secca, la sorgente si riduce ad una piccola pozza senza dare portata. Quella "reale" è a 600 metri in linea d'aria nel sottostante bosco di Montevestito. Da lì il torrente ha una certa portata che aumenta raccogliendo altri ruscelli. Comunque sia, un altro ramo sorgentizio è quello della cosiddetta 'Brana di Cardosa' che raccoglie l'acque provenienti da Poggio dell'Orso, montagna che fa da confine con le valli dei tratti della Bure. La Brana di Montevestito e Brana di Cardosa confluiscono nel bosco (43.9926N 10.9281E) a 300 metri circa dalla strada che ha un bivio: Uzzo a sinistra, Iano a destra.
Dopo aver superato la frazione di Valdibrana, nota per la presenza di un santuario dedicato alla Madonna, il torrente scende ripido verso la città di Pistoia, costeggiandone le antiche mura per un buon tratto (avendone svolto in passato il ruolo di fossato difensivo). Dopodiché, scorrendo in prossimità del cimitero cittadino, riceve le acque del Rio Diecine e, ingrossandosi, attraversa la piana pistoiese, lambendo i numerosi vivai della campagna circostante. Verso Badia a Pacciana, riceve le acque del torrente Acqualunga; quindi, attraversato il comune di Agliana, penetra nel territorio pratese dove, riunito con i torrenti Bure e Agna, forma il torrente Calice, una sorta di collettore fluviale che distribuisce queste acque nell'Ombrone Pistoiese, in località "Bocca di Calice".
La Brana ha, in prevalenza, un regime torrentizio, scendendo dalla montagna e superando ampi dislivelli. Tuttavia, la sua portata è, di solito, costante anche in estate, mentre in autunno crea piene piuttosto preoccupanti, soprattutto per i territori della piana attraversati dal torrente. Superata Pistoia, la Brana modera la sua pendenza e scorre lenta verso Prato. Il suo percorso è di km 24 e rappresenta, per bacino e lunghezza, il più importante affluente dell'Ombrone Pistoiese.
Le sue acque sono limpide e cristalline ma, giunte nella città di Pistoia, sono inquinate in modo irreparabile e indiscriminato. Inoltre, nei pressi di Agliana, il torrente subisce anche un prelievo eccessivo di acque da parte dei vivaisti della zona, impoverendo, così, la fauna ittica, che è molto variegata: il torrente, infatti, è assai interessante dal punto di vista pescatorio, nonostante i vari inquinamenti che ne interessano il corso; nel tratto subito a Nord di Pistoia, in località Valdibrana, sotto le cascatelle, è possibile pescare buoni esemplari di trota fario, vaironi, scazzoni e cavedani. Nel tratto che circonda le mura della città a nord-est, invece, i pescatori pistoiesi possono insidiare cavedani anche di buona taglia, barbi, rovelle, scardole, triotti, rare anguille; giunti nella zona industriale di Sant'Agostino, l'inquinamento è così marcato che rende invivibile tale porzione del torrente. Tuttavia, raggiunto il depuratore di via degli Armacani, la Brana riacquista la vita: nel suo alveo, qui profondo e con poca pendenza, si possono trovare molte quantità di ciprinidi, come grosse carpe di tutte le varietà, amur, carassi comuni e dorati, persici sole e persici trota, pesci gatto e anche qualche siluro di piccole dimensioni. Rappresenta così, per la provincia di Pistoia, uno dei corsi d'acqua più pescosi e interessanti, anche dal punto di vista dello studio della fauna aviaria: lungo il suo corso, infatti, si possono avvistare, facendo attenzione, aironi cenerini, cicogne, martin pescatori ecc. Un ambiente quindi da salvaguardare dalle alterazioni umane, e, soprattutto, dalle indiscriminate opere di dragaggio del fiume, che sono effettuate sempre più spesso senza alcun rispetto per l'alveo e per gli animali che vi dimorano.